# Land of Bad
Pour plus de détails, voir Fiche technique et Distribution.
Land of Bad ou Territoire Hostile au Québec est un film américain réalisé par William Eubank et sorti en 2024. Coécrit par le réalisateur et David Frigerio,, ce thriller d'action met en vedette Liam Hemsworth et Russell Crowe, ainsi que Luke Hemsworth, Ricky Whittle, Milo Ventimiglia et Chika Ikogwe,.
Le film sort en salles le 16 février 2024 aux États-Unis. Le film est un échec au box-office américain avec 5,9 millions de dollars pour un budget de 18,7 millions,.

## Synopsis
Eddie "Reaper" Grimm, un pilote de drone de l'US Air Force, soutient une équipe d'opérations spéciales dans le sud des Philippines alors qu'une mission de sauvetage qui a mal tourné se transforme en une brutale bataille de 48 heures pour la survie.

## Fiche technique
Sauf indication contraire, les informations mentionnées dans cette section peuvent être confirmées par les bases de données cinématographiques IMDb et Allociné,  présentes dans la section « Liens externes ».
- Titre français et original : Land of Bad
- Titre québécois : Territoire Hostile
- Réalisation : William Eubank
- Scénario : David Frigerio et William Eubank
- Musique : Brandon Roberts
- Direction artistique : Ali Newling
- Décors : Nathan Blanco Fouraux
- Photographie : Agustin Claramunt
- Montage : Todd E. Miller
- Production : Adam Beasley, William Eubank, Mark Fasano, Arianne Frase, David Frigerio, Michael Jefferson, Petr Jákl, Nathan Klingher et Ryan Winterstern
- Sociétés de production : Volition Media Partners, Broken Open Pictures, R.U. Robot et Short Porch Pictures ; avec la participation de Highland Film Group
- Sociétés de distribution : The Avenue Entertainment (États-Unis), VVS Films (Canada)
- Budget : N/A
- Pays de production :  États-Unis
- Langue originale : anglais
- Format : couleur - 2.35:1 - 35 mm - son : DTS / Dolby Digital / SDDS
- Genre : action, thriller, guerre
- Durée : 114 minutes
- Dates de sortie[9] :
  - États-Unis : 16 février 2024
  - Belgique : 13 mars 2024
  - France : 12 juillet 2024 (sur Prime Video)
- Classification[10] :
  - États-Unis : R

## Distribution
- Liam Hemsworth (VF : Emmanuel Garijo ; VQ : Gabriel Lessard) : le sergent J. J. Kinney
- Russell Crowe (VF : Emmanuel Jacomy ; VQ : Pierre Auger) : le capitaine Eddie Grimm "Reaper"
- Luke Hemsworth (VF : Damien Ferrette ; VQ : Paul Sarrasin) : le sergent Abell
- Ricky Whittle (VF : Valentin Merlet ; VQ : Fayolle Jean Jr.) : le sergent Bishop
- Milo Ventimiglia (VF : Rémi Bichet ; VQ : Hugolin Chevrette) : le sergent-major John "Sugar" Sweet
- Chika Ikogwe (VF : Corinne Wellong ; VQ : Sofia Blondin) : le sergent Nia Branson
- Daniel MacPherson (VF : Loïc Houdré ; VQ : Jean-François Beaupré) : le colonel Duz Packett
- Robert Rabiah : Saeed Hashimi
- Jack Finsterer : Victor Petrov
- Lincoln Lewis : le jeune soldat
- George Burgess : le soldat Cooper

Source VF : RS DOublage
Source VQ : Doublage Qc

## Production
Le film, initialement intitulé JTAC (pour Joint terminal attack controller (en), un terme militaire), est écrit par David Frigerio et William Eubank en 2012 et 2013 dans les cafés Satellite Coffee à Albuquerque lors de la production de leur film The Signal,. Peu de temps après avoir écrit le scénario, Eubank et Frigerio ont observé de vrais JTAC pendant deux semaines au centre national d'entraînement de Fort Irwin. Cette immersion dans le monde du contrôle aérien avancé permet d'approfondir leurs connaissances du sujet, avec les deux « neuf lignes » radio (instructions d'appui aérien rapproché) aux pilotes de F-35 au-dessus lors des exercices. Le projet est annoncé pour la première fois au Marché du film de Cannes en 2022, avec Russell Crowe et Liam Hemsworth comme premiers acteurs attachés au film. En septembre 2022, des annonces supplémentaires confirment la participation de Milo Ventimiglia, Luke Hemsworth, Ricky Whittle, Daniel MacPherson, Chika Ikogwe et Robert Rabiah. George Burgess a été intégré au casting par Russell Crowe.
Le tournage débute en septembre 2022 et se déroule jusqu'en novembre 2022 sur la Gold Coast du Queensland en Australie,. La production a profité des incitations offertes par le gouvernement australien pour créer environ 270 emplois dans l'industrie cinématographique locale.
Pendant la production, Signature Entertainment a acheté les droits de distribution pour le Royaume-Uni, l'Irlande, la France et la Scandinavie, la distribution aux États-Unis étant assurée par The Avenue.

## Sortie et accueil

### Date de sortie
Land of Bad sort aux États-Unis et Canada le 16 février 2024, et au Brésil le 22 février 2024.

### Critique
Le film reçoit des critiques partagées. Sur le site agrégateur d'avis Rotten Tomatoes, il obtient 64 % d'avis favorables, pour 61 critiques compilées et une note moyenne de 6,1/10. Le consensus résume les avis du site : « Grâce à des décors passionnants et à un casting intelligemment assemblé, Land of Bad se présente comme un solide thriller de survie malgré une dépendance globale à la formule du genre. » Le film reçoit par ailleurs des critiques négatives de la part des critiques le jour de son ouverture, avec 24 critiques lui donnant seulement une note de 52 %. Le site Metacritic, qui utilise une moyenne pondérée, attribue au film une note de 57 sur 100, basée sur 9 critiques, indiquant des critiques « mitigées ou moyennes ». « Grâce à des décors captivants et à un casting intelligemment assemblé, « Land of Bad » se distingue comme un solide thriller de survie malgré une confiance générale dans la formule du genre », a déclaré le consensus des critiques, tandis que le consensus du public était que le film « est suffisamment palpitant pour tenir les amateurs d'action en haleine, avec en bonus une histoire étonnamment captivante et un excellent Russell Crowe ».
Simon Abrams, du site RogerEbert.com, donne au film deux étoiles sur quatre et écrit notamment : « Il y a deux héros dans le film d'action militaire frustrant « Land of Bad », et l'un d'eux est plus convaincant que l'autre. Au cours d'une mission d'extraction d'otages qui a mal tourné, les deux héros combattent le genre de terroristes qui décapitent un otage dans une scène d'introduction puis, plus tard, philosophent sur la véritable différence entre nous et eux (ce film est d’un ennui). »
Dans une critique positive, Nick Schager de The Daily Beast a écrit : « Le film fait dans l'esbroufe et la grandiloquence, si pure, non diluée et non subtile qu'elle frôle - et parfois bascule - dans la comédie. Néanmoins, sous sa poitrine gonflée se cache une affection sincère pour les hommes et les femmes qui risquent leur vie pour leur pays et, plus important encore, les uns pour les autres, ce qui l'aide en partie à mériter son apothéose de pathos bienfaisant. »